# 묘목
묘목은 대개 인공적으로 대량 육성한 어린 나무를 뜻한다. 자연적으로 자란 어린 나무는 치묘 등의 용어를 사용해 구별하기도 한다. 전문적으로 묘목만을 취급하는 시장도 존재하는데 이를 묘목장이라고 부른다.
묘목은 크게 자란 나무보다 다른 곳에 심었을 때 적응하기 힘들고 비싸며, 나무에 따라 씨앗을 발아시키는 조건이 까다로운 경우가 많기 때문에 녹화 등에 많이 사용된다.
묘목의 종류는 유성번식인 실생묘 번식과 무성번식인 무성번식묘로 구분된다.

## 실생묘
종자 파종을 통해 생산한 묘목이다.
묘목을 생산해 내기 위해서는 묘표장이나 시설양묘장이 필요하다. 묘파종상은 묘목을 생산하기 위한 묘상(苗床)의 하나의 종류로 밭갈이, 쇄토, 표토 다지기 및 상만들기로 만들어진다. 밭갈이 작업은 다져진 토양을 부드럽게 풀어주면서 배수와 통기성을 개선하고 토양 내 이산화탄소를 제거하면서 산소의 공급을 증가시켜 준다. 또한 토양의 보수력과 보온력, 양분흡수 및 가용성을 증가시켜준다. 밭갈이가 끝나면 지표면 위에 존재하는 흙덩이를 잘게 부수는 쇄토 작업으로 자갈이나 풀뿌리와 같은 장애물을 제거한다. 이후 상 만들기 작업을 시행한다. 상은 크게 5가지의 파종상으로 구분되는데 소나무상, 상수리나무상, 오리나무상, 호두나무상, 버드나무상으로 구분되고 소나무상과 상수리나무상은 높은 파종상 오리나무상 호두나무상은 중간 파종상 버드나무상은 낮은 파종상으로 구분된다. 이후
파종을 진행하기 위해선 파종량을 먼저 계산해야한다.

### 파종량
파종량의 계산식은 m²당 파종량을 X, 1m²당 가을잔존본수를 R, 순량율을 H, 1g당 종자 입수를 H, 묘목잔존(이론발아수와 그해 가을에 성립되는 묘목수와의 백분비)를 Y라고 했을 때,
{\displaystyle X=N/(RHKY)}로 나타난다.
이때 순량률은 채집된 종자 중 건전한 종자의 비율을 나타내고 발아율은 일정 기간 내에 발아된 종자의 수를 전체 시료 종자의 수로 나눈 백분율을, 득묘율은 경험적으로 얻어진 수치를 뜻 한다

### 파종시기
파종 시기는 수종, 기후, 지역에 따라 차이를 보인다. 대부분은 봄에 언 땅이 풀릴 때 파종하는 것이 좋으나 신갈나무와 같은 일부 수종은 가을에, 버드나무류, 사시나무류, 회양목 등은 여름에 채종하자마자 파종하는 것이 좋다.

### 파종법
파종법은 크게 흝어뿌림, 줄뿌림, 점뿌림으로 구분된다.
소나무류나 삼나무, 편백나무, 낙엽송, 가문비나무, 오리나무, 자작나무 등의 세립종자는 흩어뿌림을 실시한다.
아까시나무, 물푸레나무, 단풍나무, 옻나무와 같은 중립 종자들은 줄뿌림,
밤나무, 호두나무, 침엽수 등의 대립 종자는 점뿌림을 실시한다.

## 무성번식묘
영양 생식으로 생산한 묘목이다. 
생산 방식에 따라 삽목묘, 접목묘, 취목묘로 구분된다.

### 삽목묘
대부분의 식물은 세포, 조직 또는 기관의 일부분을 이용하여 전체 식물체를 복원할 수 있는 전형성능을 지니고 있다. 이 전형성능을 이용하여 부분의 식물체를 가지고 전체의 식물체를 생산해 내는 것을 삽목이라고 한다. 이러한 삽목을 통해 형성된 묘목이 삽목묘이다.

### 접목묘
접목은 서로 다른 식물체의 조직을 연결시켜 상호 보완적으로 뿌리, 줄기, 잎을 구성하는 생리적인 생명공동체를 만들어 주는 무성번식 기술로 접수를 이용하여 각각의 수목의 유전적 특성을 유지한 채 하나의 식물체로 보이게끔 만드는 방법이다. 이러한 접목을 통해 형성된 묘목이 접목묘이다.

### 취목묘
취목은 모식물에 붙어 있는 가지에서 부정근을 발생시켜 하나의 독립된 개체로 분리시키는 무성번식방법이다. 취목의 경우 모식물에 붙어 있는 상태로 수분과 양분을 공급받으면서 부정근을 발생시킬 수 있기 때문에 삽목발근이 어려운 수종을 번식시킬 때 사용된다. 이러한 취목을 통해 형성된 묘목이 취목묘이다. 취목의 종류로는 단부취목, 단순취목, 파장취목, 맹아지취목, 매간취목, 공중취목이 있다.